# Miloš Vojíř

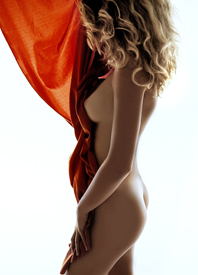
Červený závěs, 1986

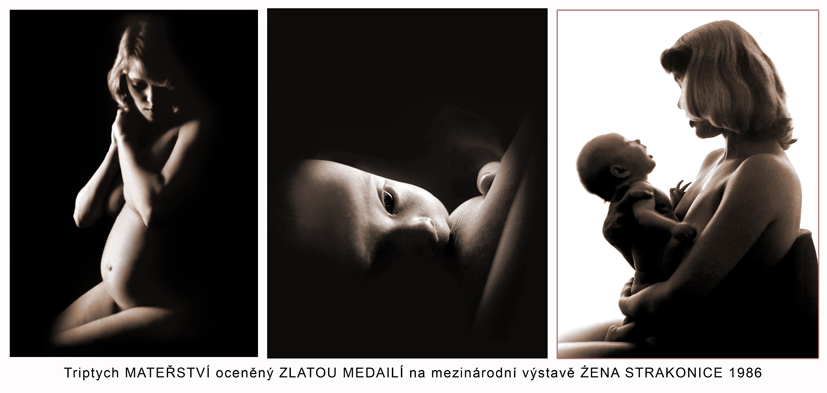
Mateřství (1979) bylo oceněno zlatou medailí na mezinárodní výstavě ŽENA Strakonice v roce 1986

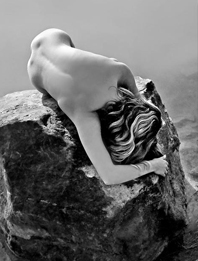
U jezera, 1980

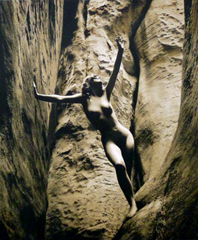
Touha po světle, 1978

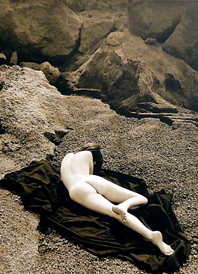
Memento, 1969

Miloš Vojíř (* 1. ledna 1938 Hradec Králové) je český fotograf, zaměřující se na tvorbu výtvarného aktu; s aktem začal v roce 1964. Během času přešel na digitální fotografii. Ženské tělo zobrazuje jak realisticky, tak i abstraktním způsobem. V sedmdesátých letech, kdy akt byl cenzurou téměř zakázaný, spolu s fotografy ze skupiny Setkání (Rostislav Košťál, Taras Kuščynskyj, Milan Borovička, Michal Tůma a Miloslav Stibor), svou tvorbou ovlivnili pohled na nahé ženské tělo.

## Životopis
Narodil se 1. ledna 1938 v Hradci Králové. Absolvoval Průmyslovou školu strojní v Jičíně. Studium na Fakultě strojní po dvou letech přerušil a začal se plně věnovat fotografii. Několik let pracoval jako fotograf a grafik v tiskárně. Od roku 1980 je samostatným výtvarníkem v oboru fotografie a užité grafiky. Doposud uspořádal 78 autorských výstav a zúčastnil se 104 společných výstav doma i v zahraničí. Své práce publikoval v mnoha našich i zahraničních časopisech a publikacích. Je autorem katalogů, prospektů, plakátů, kalendářů a spoluautorem a vydavatelem publikace Třebechovický Proboštův betlém. V průběhu let vytvořil několik desítek velkoplošných výtvarných výzdob různých interiérů.

## Obory činnosti
Ve své volné tvorbě se zabývá akty, portréty a abstraktní fotografií. Užitá tvorba obsahuje další témata jako krajiny, technickou a reklamní fotografii, architekturu, plakáty, kalendáře, dále pak grafické zpracování tiskovin, logotypů a značek; tiskové služby; vydavatelská činnost.

## Spolky
- Unie výtvarných umělců Hradec Králové
- Svaz českých fotografů, titul ASČF
- Asociace fotografů (do r. 1994)
- Volné sdružení východočeských fotografů (čestný člen)

## Některá význačnější ocenění
- 1964 – VTEŘINY ŽIVOTA Česká Skalice
- 1970 – FOTO EFEKT Chrudim
- 1974 – KVĚTY Praha
- 1981 – RATIBOŘICKÝ MAPOVÝ OKRUH
- 1985 – VÝTVARNÍCI VE FOTOGRAFII
- 2002 – KALENDÁŘ ROKU „AKT 2002“
- Stříbrná medaile: 1968 – VOM GLÜCK DES MENSCHEN Berlín, Německo
- Zlatá medaile: 1986 – ŽENA Strakonice

## Oautorovi (výběr)
- 1987 Polská televize: O výstavě Miloše Vojíře ve Štětíně
- 1989 časopis Propagace: Profesionálové – Miloš Vojíř
- 1990 Objektiv č. 99: fotografie Miloše Vojíře
- 1990 FOTO OBJEKTIV č. 34 (Rakousko): Miloš Vojíř (medailon)
- 1991 Svět v obrazech 18. 4.: O aktu – Miloš Vojíř
- 1991 Kulturní revue č. 1: Fotogalerie – Miloš Vojíř
- 1993 Fotografie č. 12: Miloš Vojíř „Nadále se bavím, ale za peníze“ – Encyklopedie českých a slovenských fotografů 1993
- 2006 Fotofestival Moravská Třebová
- 2007 Publikace AKT naučte se fotografovat kreativně
- 2007 Časopis Photoart – rozhovor s redaktorem Janem Andělem

## Galerie

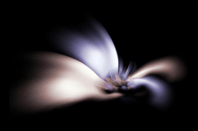
Květy živých, 2011
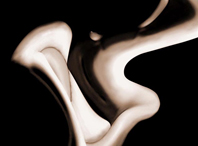
Blouznění, 2004
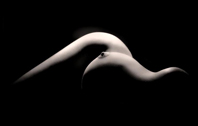
Krajina snů, 1990
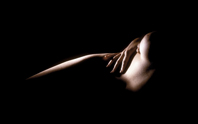
Bez názvu, 1990
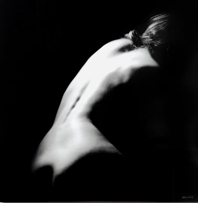
Bez názvu, 1988
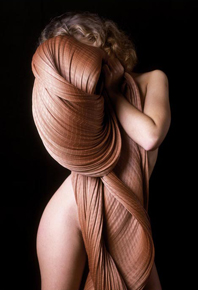
Torzo, 1988
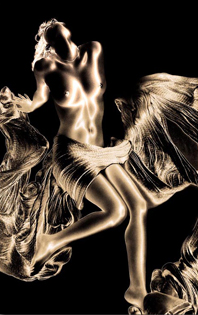
Zlatá, 1986